# Theotokos

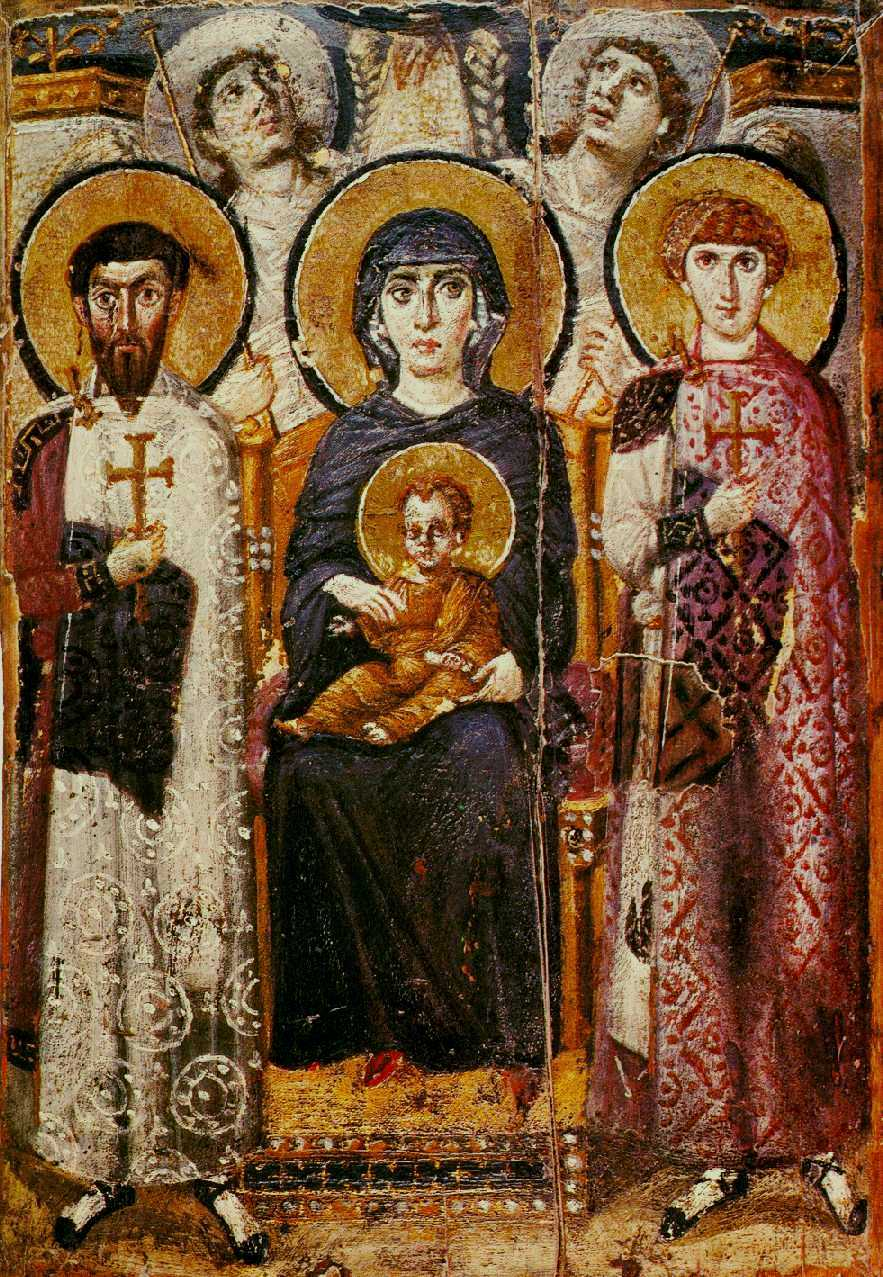
Theotokos (la Virgen como "madre de Dios", entronizada y ella misma trono de Cristo) con ángeles y los santos Jorge y Teodoro. Icono bizantino a la encáustica (ca. 600, procedente del Monasterio de Santa Catalina del Monte Sinaí).

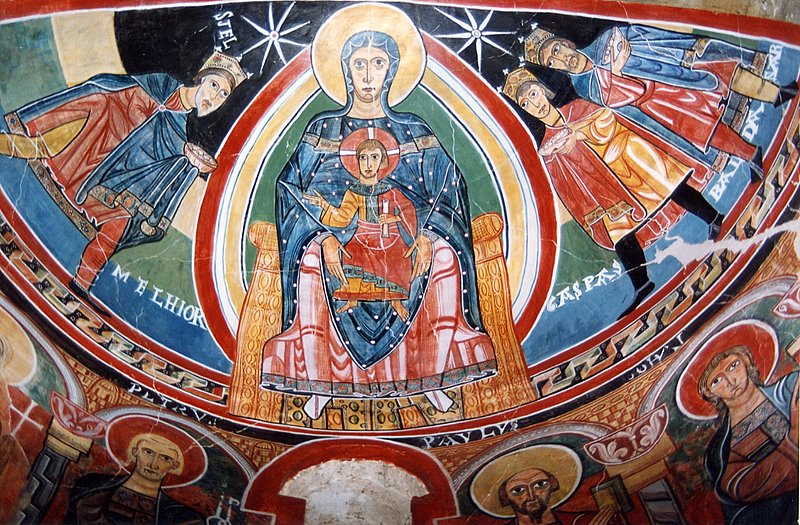
Theotokos o Maiestas Mariae flanqueada por los Reyes Magos. Fresco románico del ábside de Santa María de Tahull (ca. 1123).

Theotokos (en griego antiguo: Θεοτόκος, en latín: Deīpara o Deī genetrix) es una palabra griega que significa Madre de Dios (literalmente, 'la que dio a luz a uno que era Dios'). Theotokos se compone de dos palabras griegas, Θεός (Dios) y τόκος (parto). Su equivalente en español, vía latín, es Deípara. Theotokos es el título que la Iglesia cristiana temprana le dio a María en referencia a su maternidad divina, título que se definió dogmáticamente en el Concilio de Éfeso de 431. 

## Definición del dogma
El título le fue concedido solemnemente a María en el Concilio de Éfeso de 431 al ser proclamado el dogma cristológico. El significado teológico en ese momento fue enfatizar que el hijo de María, Jesús, era completamente Dios, y también completamente humano, tal y como había sido afirmado en el Concilio de Nicea I de 325, y que sus dos naturalezas (humana y divina) estaban unidas y eran inseparables en una sola persona.

Deiparam [...], non quod Verbi natura Ipsiusque divinitas ortus Sui principium ex sancta Virgine sumpserit, sed quod sacrum illud corpus anima intelligente perfectum ex ea traxerit, cui et Dei Verbum, secundum hypostasim unitum, secundum carnem natum dicitur.
Madre de Dios, no porque el Verbo de Dios haya tomado de ella su naturaleza divina, sino porque es de ella, de quien tiene el cuerpo sagrado dotado de un alma racional [...] unido a la persona del Verbo, de quien se dice que el Verbo nació según la carne.

### Las dos versiones
La visión contraria en el concilio era que María debía ser llamada «Christotókos»,«Madre de Cristo». Esta posición, abogada por Nestorio, entonces Patriarca de Constantinopla, pretendía restringir el papel de María a ser solo la madre de la «humanidad de Cristo», y no de su naturaleza divina. 
Por su parte la versión de Cirilo de Alejandría, en contraposición a la de Nestorio de Constantinopla, era que no podía ser que solo fuese «Christotókos», ya que de ser así, Jesús habría nacido como cualquier ser humano normal y, llegado determinado tiempo, Dios Hijo lo «poseyera» de manera tal que una persona era divina y la otra mortal. 
En el Concilio se determinó que no podía ser de este modo: Jesús desde su concepción tenía las dos naturalezas, la divina y la humana, de tal forma que cuando Él nació, María «La Virgen» fue «Theotókos». Con la puntualización de que llamar a María «Madre de Dios» no intentaba sugerir que María sea coeterna con Dios, o que existió antes que Jesucristo o Dios Padre. La Iglesia acepta esto como un misterio en la letra de este antiguo himno: «Él a quien todo el universo no podía contener, fue contenido en tu matriz, oh Theotokos».

## Uso en la Iglesia primitiva
Muchos Padres de la Iglesia primitiva utilizaron el título de Madre de Dios para referirse a María por lo menos desde el siglo III.
- Aparece en la oración mariana más antigua que se conserva, el Sub tuum praesidium quizás compuesta hacia 250.

- Orígenes es el primer autor que utilizó Madre de Dios para María en las Homilías sobre el Evangelio de San Lucas, traducidas del original griego al latín por San Jerónimo. Puede datarse hacia el año 220. El texto da por sentado de que la expresión es no problemática para el auditorio.
- Dionisio de Alejandría utiliza Madre de Dios en alrededor del 250, en una epístola a Pablo de Samosata.
- Atanasio de Alejandría en 330, Gregorio el Teólogo en 370, Juan Crisóstomo, en 400, y San Agustín, utilizaron Madre de Dios.
- Teodoreto escribió en 436 que llamar a la Virgen María, Madre de Dios es una tradición apostólica.

## Solemnidad
La Solemnidad de Santa María, Madre de Dios (Theotokos) se inició en las Iglesias orientales alrededor del año 500. En el rito romano se celebraba el 11 de octubre; no obstante, con la reforma de Pablo VI, Juan Pablo II lo trasladó al día de la octava de la Navidad, 1 de enero.

## Oraciones
En el Ave María, la oración mariana más típica del cristianismo occidental, María es invocada con el título de Madre de Dios. En el rito bizantino se nombra «verdadera Madre de Dios, a Ti, te celebramos». El título Theotókos sigue siendo usado frecuentemente en himnos de la Iglesia Ortodoxa Oriental.

## Arte
Theotókos es la denominación de un tipo iconográfico de la Virgen en el arte bizantino, en el que aparece sentada en un trono con el Niño Jesús en su regazo, mirando ambos al frente, en actitud hierática. En este modelo iconográfico se basa otro característico del arte románico: la Maiestas Mariae (majestad de María o suprema alteza –en los cielos), que a partir del gótico italiano se conoce como Maestà.
La iconografía de la Theotokos incluye en el manto el adorno de tres estrellas, una en cada hombro y otra en el centro de su frente, para enfatizar su virginidad perpetua, indicando que María se mantuvo antes, durante y después del parto virgen. Probablemente también pueda entenderse como referencia a la Santísima Trinidad.
La imagen de María en el arte bizantino se representa con distintos modelos iconográficos, cuyas variaciones responden no tanto a la voluntad de estilo de los pintores sino a cuestiones teológicas. Entre los modelos iconográficos más distintivos están la Odhigitria, la Platytera, la Eleusa, la Galaktotrophousa, etc.

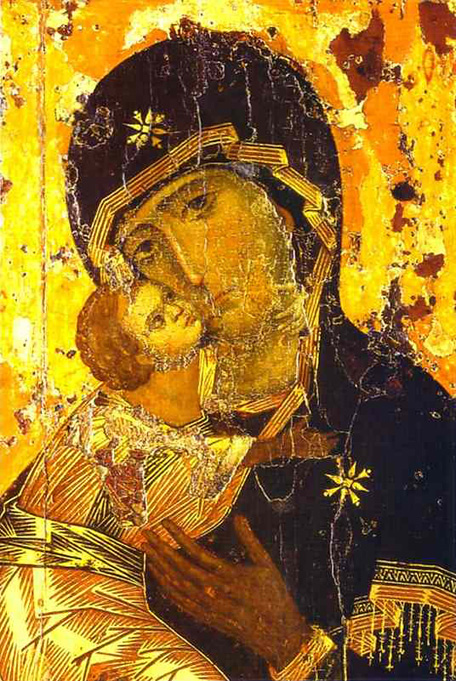
La llamada Virgen de Vladímir, un icono bizantino de principios del siglo XII.
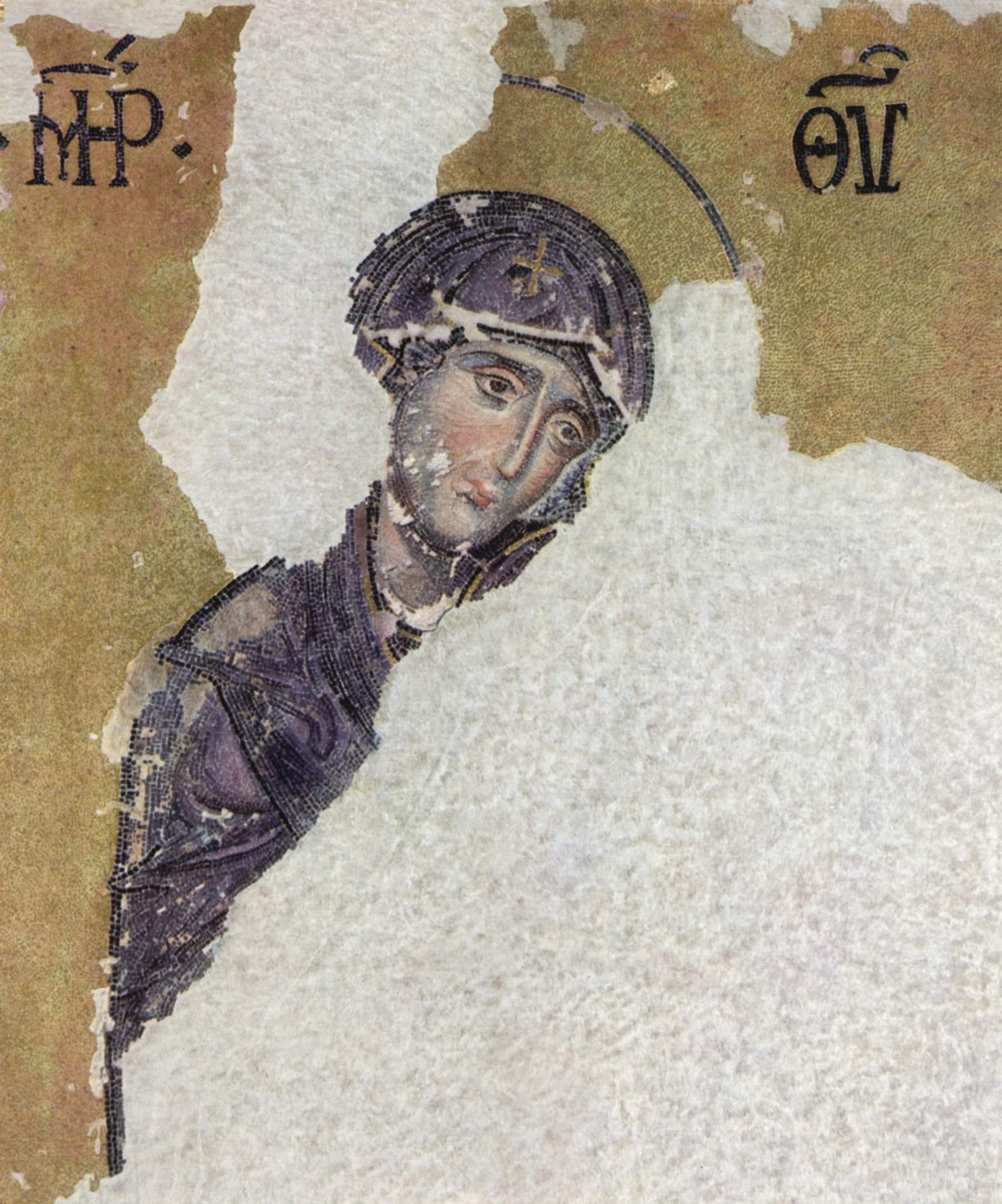
Madre de Dios (ΜΡ ΘΥ), en un mosaico de Santa Sofía de Constantinopla fechable en el siglo XII.
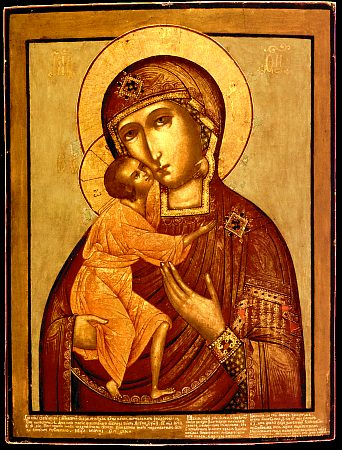
La llamada Theotokos Fiódorovskaya ("Virgen de San Teodoro") o Virgen negra, un modelo de icono ruso del siglo X (versión del pintor Gueorgui Avraámov, 1703).

## Música
El compositor argentino Juan Francisco Giacobbe compuso la "Sonata en Mi para Bandoneón solo op. 123" bajo el nombre de «Theotòkos» en el año 1982.